# سل (نت موسیقی)

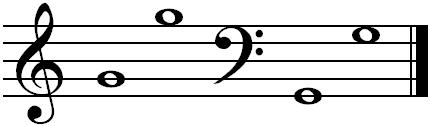
نُتِ سل

سُل یا سُ (به فرانسوی: sol یا soh، به انگلیسی و آلمانی: G) نام پنجمین نُت از هفت نُت اصلی موسیقی با بسامد پایهٔ (۱۲٫۲۵ هرتز) است و یک نت «سل» وسط یا (G4) بر اساس زیروبمی، فرکانسی معادل (۳۹۱٫۹۹۵ هرتز) را داراست.

## گام
گام‌ها بر پایه نت «سل» عبارتند از:
- سل ماژور: سل، لا، سی، دو، ر، می، فا دیز، سل.
- سل مینور تئوریک: سل، لا، سی بمل، دو، ر، می بمل، فا، سل.
- سل مینور هارمونیک: سل، لا، سی بمل، دو، ر، می بمل، فا دیز، سل.
- سل مینور ملودیک بالا رونده: سل، لا، سی بمل، دو، ر، می، فا دیز، سل.
- سل مینور ملودیک پائین رونده: سل، فا، می بمل، ر، دو، سی بمل، لا، سل.

## نامگذاری
در کشورهایی مانند ایتالیا، فرانسه، و ایران برای نامگذاری نت‌های موسیقی از نامگذاری هجایی استفاده می‌شود. نُتِ (سُل) در این نامگذاری با (sol) نمایش داده می‌شود.
در کشورهایی مانند انگلستان، ایالات متحدهٔ آمریکا، آلمان، و اتریش نامگذاری به صورت الفبایی است. در این نامگذاری نشانِ نُتِ سُل (G) است.

## کلیدِ سُل
در اولِ هر خط حامل، یک کلید موسیقی قرار می‌گیرد که این کلید برای شناختن نام نُت‌ها بر روی خط حامل به کار برده می‌شود.
علامت کلید سُل، شکل تغییریافتهٔ نت سُل (G) است.